# Tenantitlán, Copalillo
Tenantitlán är en ort i Mexiko.   Den ligger i kommunen Copalillo och delstaten Guerrero, i den sydöstra delen av landet, 170 km söder om huvudstaden Mexico City. Tenantitlán ligger 570 meter över havet och antalet invånare är 163.
Terrängen runt Tenantitlán är huvudsakligen kuperad. Tenantitlán ligger nere i en dal. Runt Tenantitlán är det ganska glesbefolkat, med 31 invånare per kvadratkilometer. Närmaste större samhälle är Copalillo, 16,6 km norr om Tenantitlán. I omgivningarna runt Tenantitlán växer huvudsakligen savannskog.